# 戈斯蒂利亞角

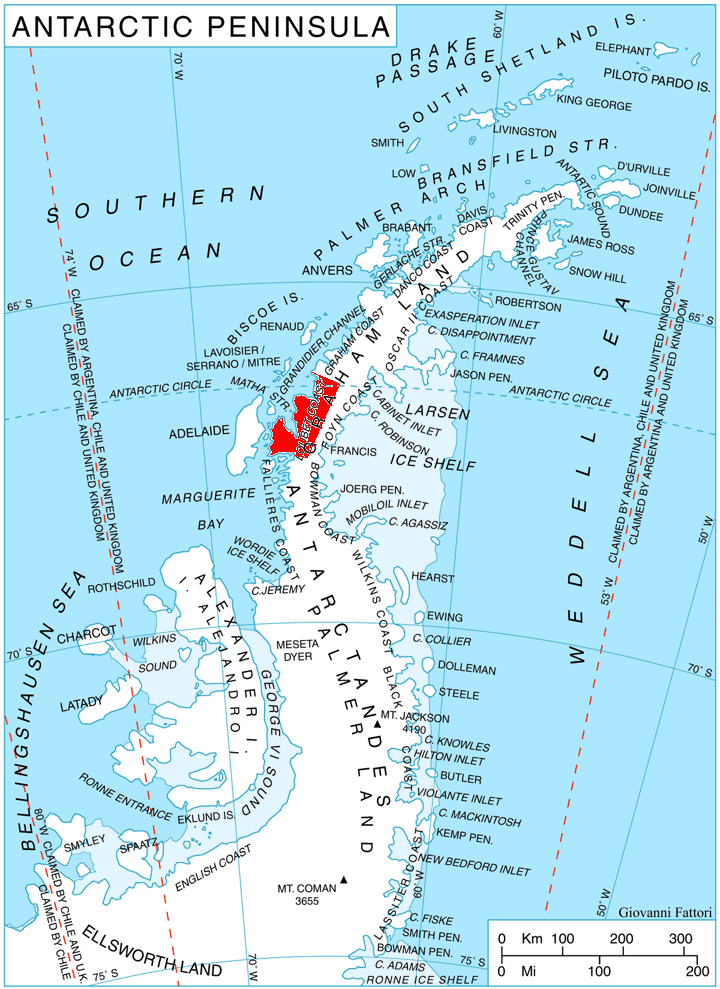

戈斯蒂利亞角（Gostilya Point），是南極洲的海岬，位於葛拉漢地的盧貝海岸，處於凡特姆角以南20.6公里、庫德林角西南面2.55公里的特拉切內灣入口處西南部，以保加利亞北部鄉鎮命名，現時由南極條約體系管理。
66°35′55″S 65°46′09″W / 66.59861°S 65.76917°W